# 新清駅
新清駅（シンチョンえき、朝鮮語: 신청역）は朝鮮民主主義人民共和国慈江道城干郡にある駅で、満浦線に属する。 

## 隣の駅
満浦線
城干駅 - 新清駅 - 富只駅